# تيني تيمباه

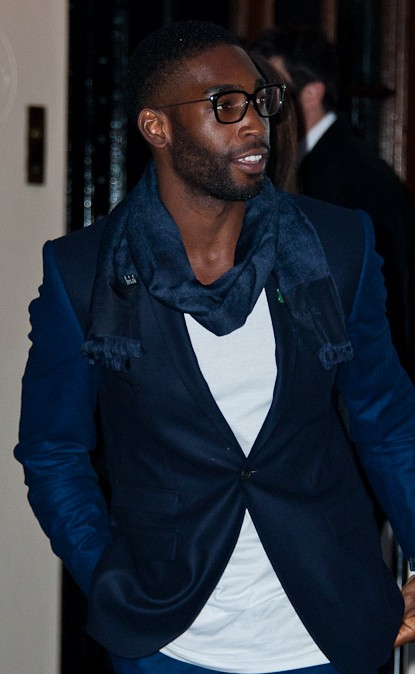
تيني تيمباه

تيني تيمباه (بالإنجليزية: Tinie Tempah) (مواليد 7 نوفمبر 1988 في لندن - إنجلترا) مغني راب بريطاني من أصل نيجيري.

## الحياة الشخصية
تيني تشوكوويميكا أوكوغوو (بالإنجليزية: Patrick Chukwuemeka Okogwu) المولود في لندن عاصمة المملكة المتحدة لبريطانيا العظمى وآيرلندا الشمالية بتاريخ يوم الجمعة 7 نوفمبر/تشرين الثاني 1988 لأبوين مهاجرين من مدينة إيبوسا (في الوقت الحاضر إيغبوزو) بولاية الدلتا النيجيرية.